# 阿克顿·阿瓜杜斯联合学区
阿克顿-阿瓜杜尔塞联合学区,（英文：Acton-Agua Dulce Unified School District）是一个为美国加利福尼亚州洛杉矶县北部阿克顿和阿瓜杜斯两个未并入的农村社区提供服务的学区。 
该学区包括三所学校，均位于阿克顿：瓦斯奎兹高中、高地沙漠中学和草雀小学。